# CeBIT

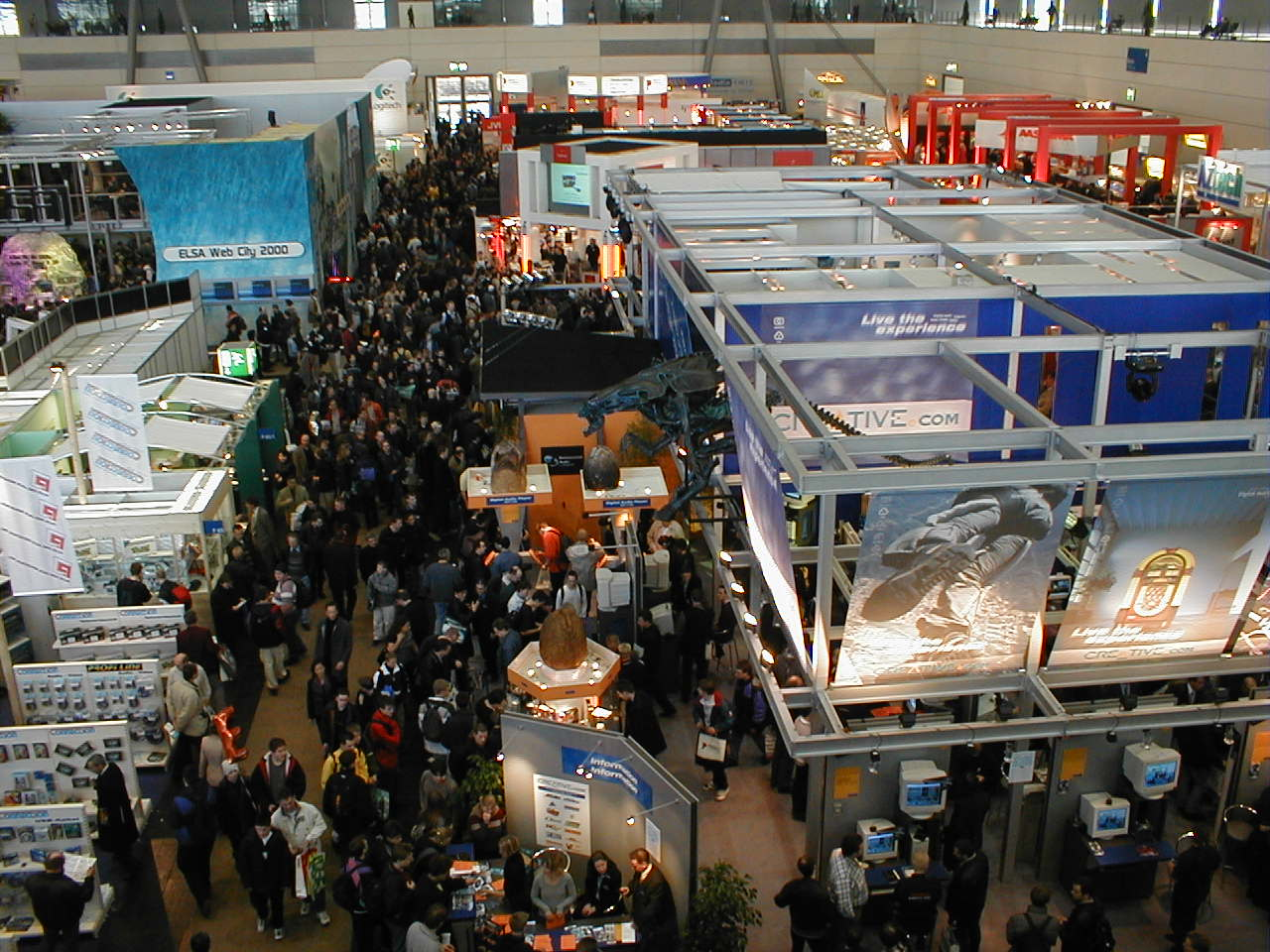
Una sala de muestras concurrida durante el CeBIT 2000.

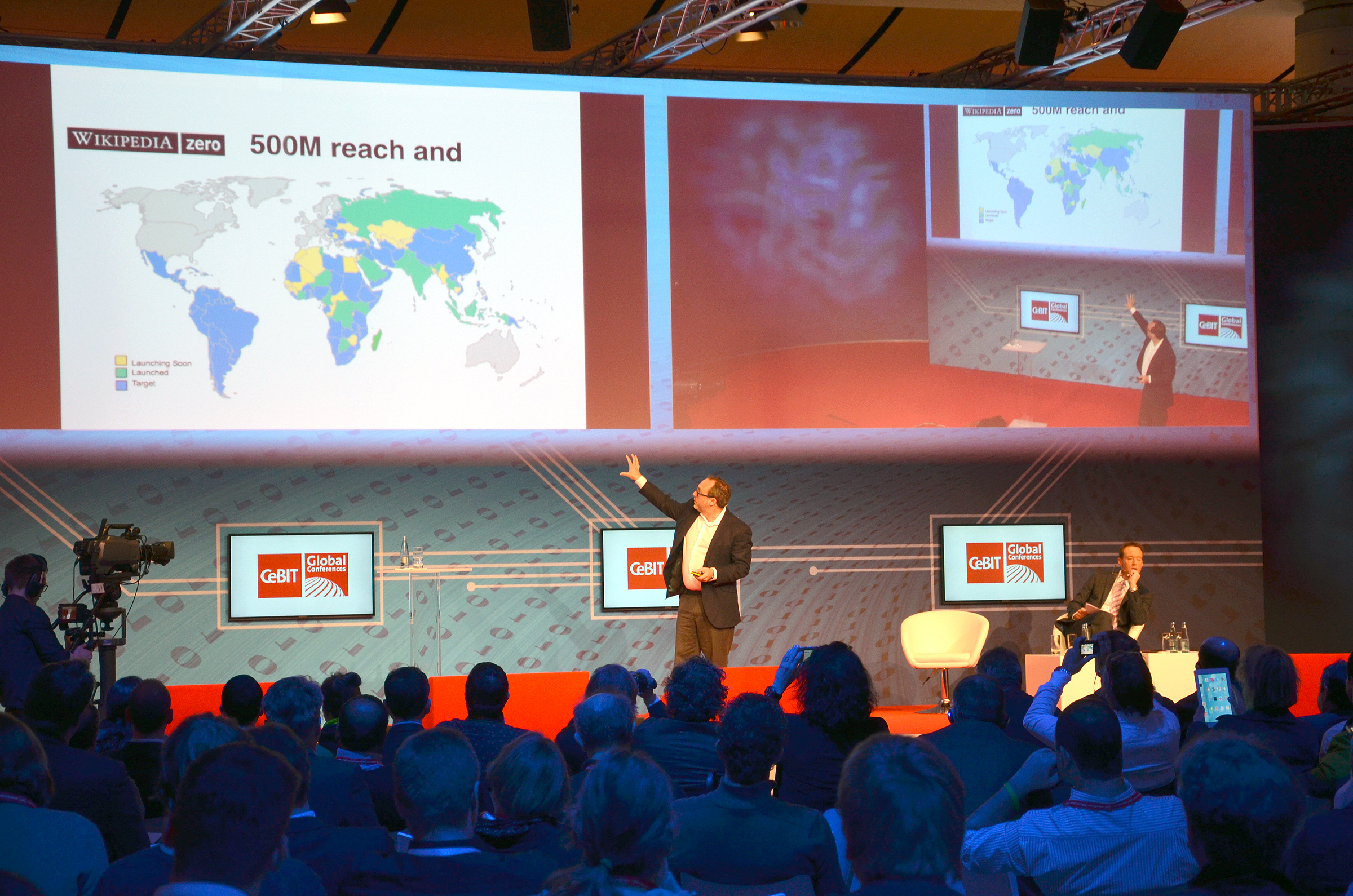
Jimmy Wales 2014 on CeBIT Global Conferences, Wikipedia Zero

CeBIT es la feria de exposición de computadores, tecnologías de la información, telecomunicaciones, software y servicios más importante del mundo. Se lleva a cabo en Hanóver, Alemania cada primavera y está considerada como un barómetro de la tecnología de la información. Con un área de muestras de 450.000 m² y 700.000 visitantes es más grande que la COMDEX. La exposición CeBIT 2006, con una asistencia de 450.000 personas, se realizó entre el 9 y el 15 de marzo de 2006. Su lema fue "Únete a la visión". 
El nombre CeBIT significa Centro para la Tecnología de la Información y de la Oficina (en alemán : Centrum der Büro-und Informationstechnik) y tradicionalmente fue parte de la Feria de Hannover, una gran exposición industrial llevada a cabo cada año. La primera feria se estableció en 1970, en el nuevo pabellón 1 de la plaza de ferias de Hanóver. Debido a que la tecnología de la información y de las telecomunicaciones estaba absorbiendo la mayoría de los recursos, se decidió asignarle en 1986 un calendario de exposición separado, realizado cuatro semanas antes de la feria de Hanóver.
Como la CeBIT continuó creciendo rápidamente y llegó a ser demasiado grande, se decidió enfocarla al mercado profesional, mientras que al mercado para el hogar y entretenimiento se le dio un evento separado, la CeBIT home con un calendario bienal. Sin embargo, después de haberse realizado dos veces (en 1996 y 1998), la CeBIT home 2000 que estaba planeado realizarse en Leipzig se canceló y el proyecto fue abandonado.

## Transporte y accesos
El recinto ferial se encuentra a 8 kilómetros del centro de Hanóver. Durante la duración de CeBIT, es posible usar el transporte público de la ciudad gratis sólo mostrando el billete de entrada a la CeBIT.

## Eventos CeBIT mundiales
Desde 1999 el patrocinador de CeBIT, Deutsche Messe AG ha organizado eventos fuera de Alemania con el nombre de CeBIT: 
- Cebit Eurasia en Estambul
- CeBIT Australia en Sídney
- CeBIT Asia en Shanghái
- CeBIT America/USA llevada a cabo en 2003 y 2004, pero cancelada en 2005.
- BITS México (enlace roto disponible en Internet Archive; véase el historial, la primera versión y la última)., en Ciudad de México.